# Marina di Campo

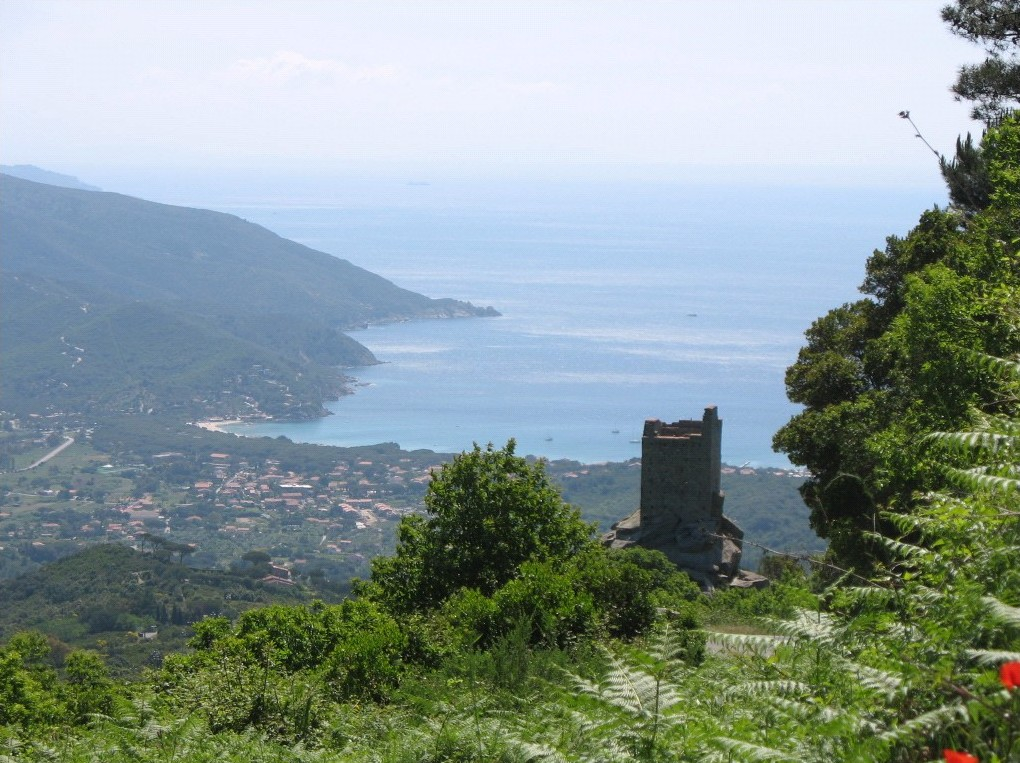
Marina di Campo

Marina di Campo là một phần của xã Campo nell'Elba trên đảo Elba thuộc tỉnh Livorno, Toscana, Ý, nằm cách thủ phủ Portoferraio của đảo khoảng 16 km. Thị trấn có bãi dài 1,4 km là bãi biển cát dài nhất của Elba.
Làng này bao gồm một phần có từ thời Trung cổ và có bến cảng nhỏ riêng, nằm xung quanh một vịnh. Ở phía Bắc của thị trấn là sân bay Marina di Campo.
Nhờ Vườn quốc gia quần đảo Toscana, vùng biển của Marina di Campo thuộc khu bảo tồn thiên nhiên, đó là lý do tại sao có rất nhiều điểm lặn với nhiều loại cá. Tại Marina di Campo có một số trung tâm lặn và trường dạy lặn.